# Kunegunda Jakobina
Kunegunda Jakobina (ur. 9 października 1556, zm. 26 stycznia 1586) – elektorówna reńska, hrabina Nassau Dillenburg z dynastii Wittelsbachów.
Była najmłodszym dzieckiem Fryderyka III, elektora-palatyna reńskiego, i jego pierwszej żony Marii, córki Kazimierza Hohenzollerna, elektora brandenburskiego. 13 września 1580 w Dilenburgu poślubiła Jana VI, hrabiego Nassau Dillenburg. Kunegunda Jakobina była jego drugą żoną.
Z tego małżeństwa pochodziła córka Amalia, urodzona w 1582, późniejsza żona Wilhelma von Solms-Greifenstein.